# 八吉境五帝廟
22°59′34″N 120°12′10″E / 22.99277°N 120.20279°E

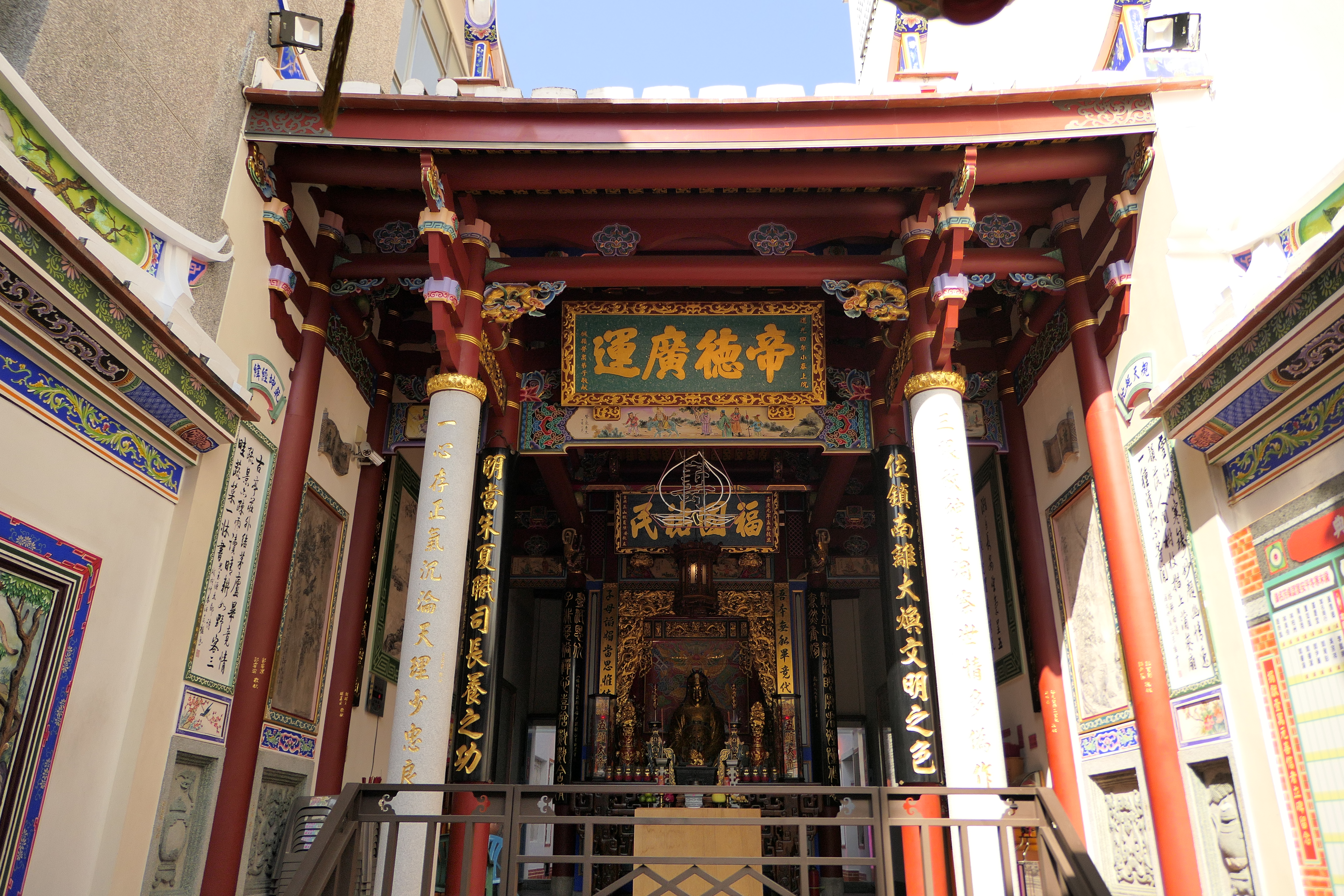
八吉境五帝廟正殿

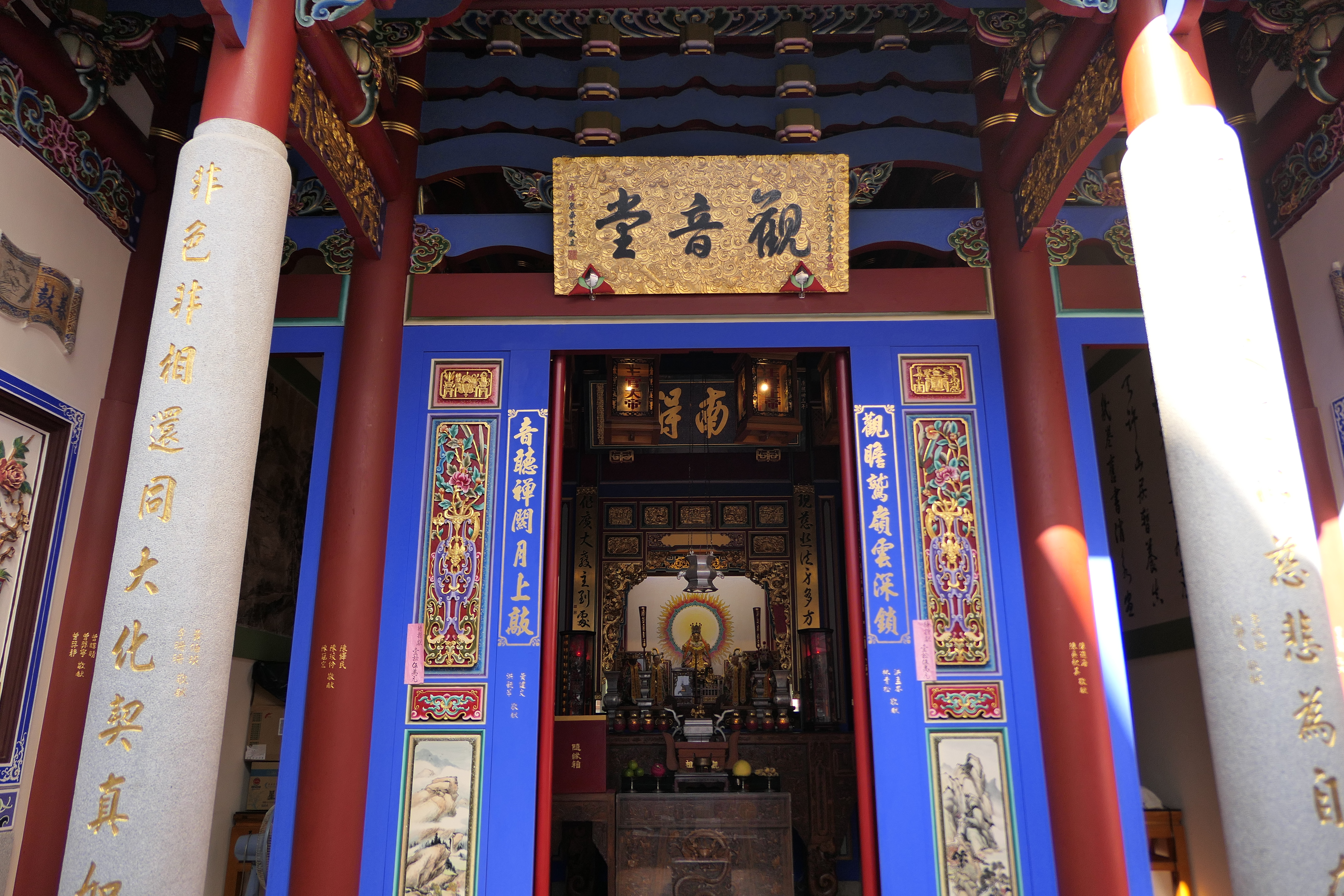
八吉境五帝廟觀音堂

八吉境五帝廟，是臺南市中西區一座以五顯大帝為主神的廟宇。

## 歷史

### 早期發展
明鄭時期永曆年間，觀音堂成立於八吉境五帝廟現址，廟內主要奉祀觀世音菩薩及五顯大帝神尊。
後來，因參拜信眾眾多，當地縉紳於是於嘉慶元年（1796年）在鎮奎樓東側（後為中正路與忠義路交叉路口處）以坐北朝南座向建築新廟，並雕塑五顯大帝軟身金身、鎮殿五顯大帝金身（泥塑神像）以及火將軍、風將軍等神尊。新廟建成後，新雕神尊合於一殿奉祀，廟名由觀音堂改為五帝廟。
同治十二年（1873年），當地人士因該廟年久斑駁發起重建，並依原址擴大興築。
1900年，該廟祭祀團體小公聚合堂、大公百壽堂、轎班重敬堂、轎班雙合堂等陸續組成於當地；小公聚合堂負責農曆五月初五五顯大帝飛昇紀念日祭典，大公百壽堂負責農曆九月廿八五顯大帝聖誕祭典，轎班重敬堂及雙合堂負責農曆九月廿九會員祭拜。

### 遷建及改建
1922年9月，因市街改正及神社建設需求，該廟原址遭官方徵收，董旺及多名信眾發起重建募捐，隨後進行重新卜地。後來，眾人集資購得兩座坐西向東住宅及其土地（後為忠義路二段87號）。
1924年5月，新廟工程破土開工，並於同年10月竣工；期間，新廟建材全自舊廟拆得，並由董旺主持一切工程事務。
終戰後，管理人葉萬福、林松、賴淵爵及信士董旺、王天恩、潘麗水、林煥彩等發起整修，信眾熱情響應捐助，後於1946年（民國三十五年）修建完工。
1948年農曆九月，八吉境五帝廟舉辦落成典禮，八吉境各廟宇及交誼境東嶽殿贈送匾額表示慶賀。
1978年，信徒董水治及周金建發起整修募捐，並於1980年農曆九月宣告完工；期間，潘岳雄義務協助彩繪門神及其結構構件，陳高福捐贈牌樓內五帝廟石碑，多位信眾提供物資與人力。
1984年1月，臺南市都市計畫變更，忠義路進行道路拓寬工程，該廟前端部分用地被有關當局徵收，其牌樓及前殿拆除重建；呂松根發起募捐，牌樓及前殿依照原貌重建於原址後方，並於1985年完工。同時，該廟因此遭當局取消登錄古蹟。
2002年，火將軍泥塑倒塌，呂松根隨後發起募捐，並由聖佛軒雕刻社重新雕刻火將軍、風將軍，後於同年農曆九月廿七雕刻完成並開光點眼。
2011年，廟方人員於神桌發現數隻白蟻，隨後委託專業人員以超音波偵測器進行檢測，發現廟內大多木構件遭蛀蝕並有倒塌風險；隨後，林俊憲等邀集學者及專家共同會勘並研擬對策，更向市民發起搶救行動。
2013年，該廟再度翻修擴建，並以「揭取法」保存潘春源、潘麗水父子所創作的重疊壁畫，後於2016年重新組裝完成。 2016年底，該廟三川殿屋脊規帶排頭處新塑八田與一、王金河、湯德章、巴克禮等塑像完成。
2018年5月，八吉境五帝廟舉辦入火安座大典。。

## 奉祀神尊

### 主祀
- 五顯大帝、保生大帝、觀音佛祖[7]、順天聖母

## 交誼境
八協境東嶽殿、中和境開基三官廟、中和境北極殿、六合境清水寺、下太子和意堂、八吉境檨仔林朝興宮馬兵營保和宮、八吉境下太子昆沙宮、八吉境關帝廳、八吉境總趕宮、八吉境重慶寺

## 圖片

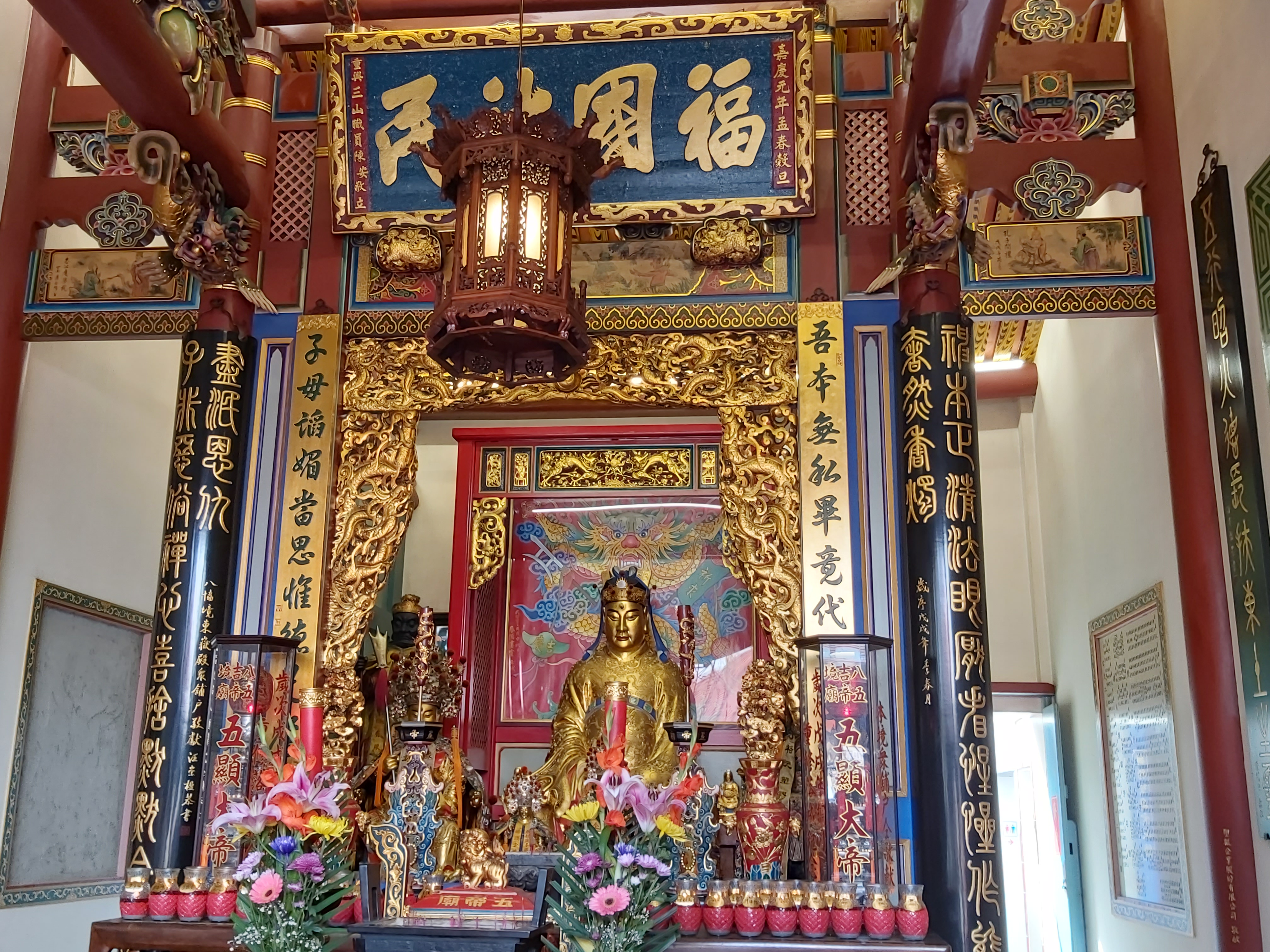
正殿神龕
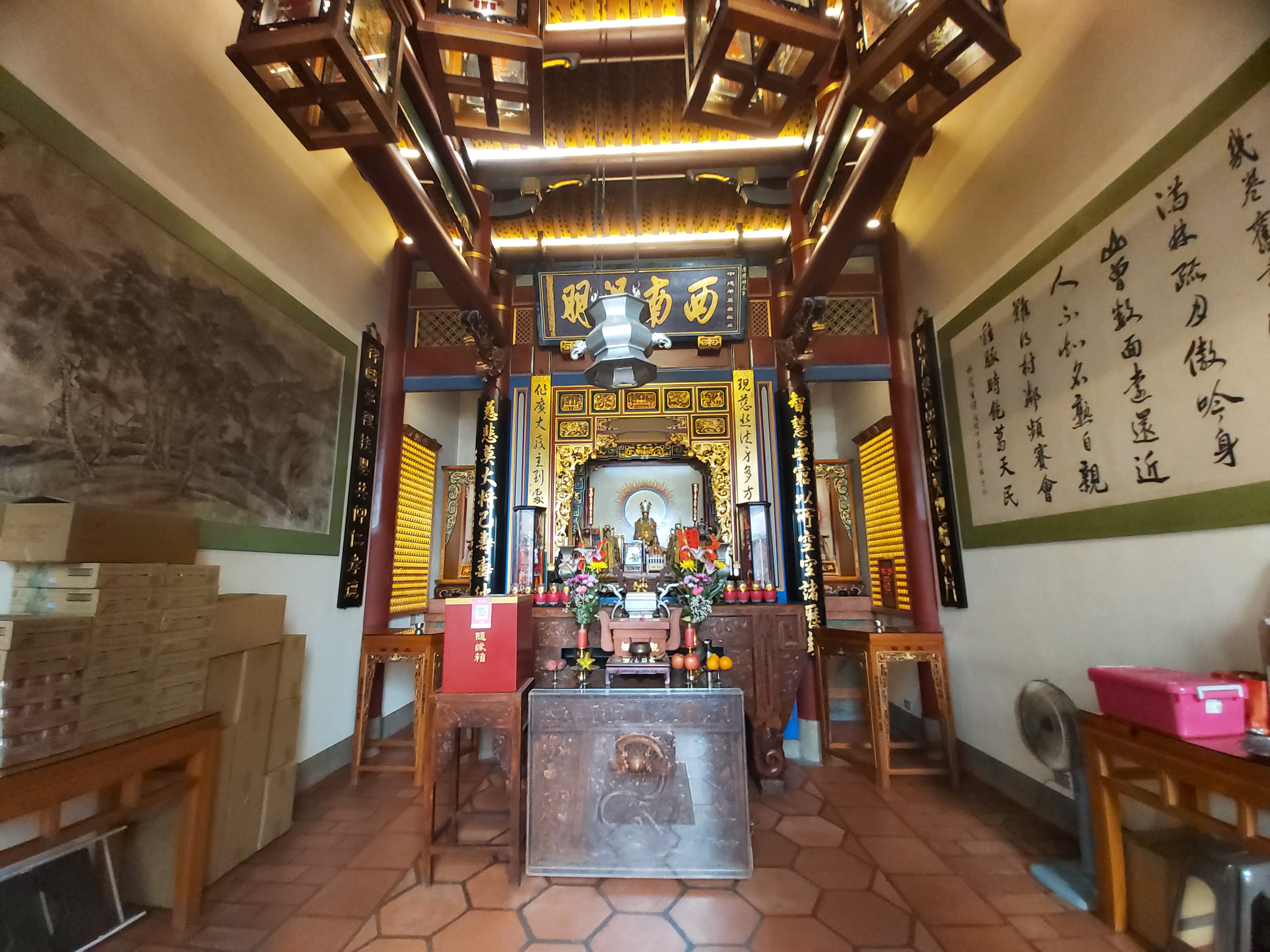
觀音堂神龕
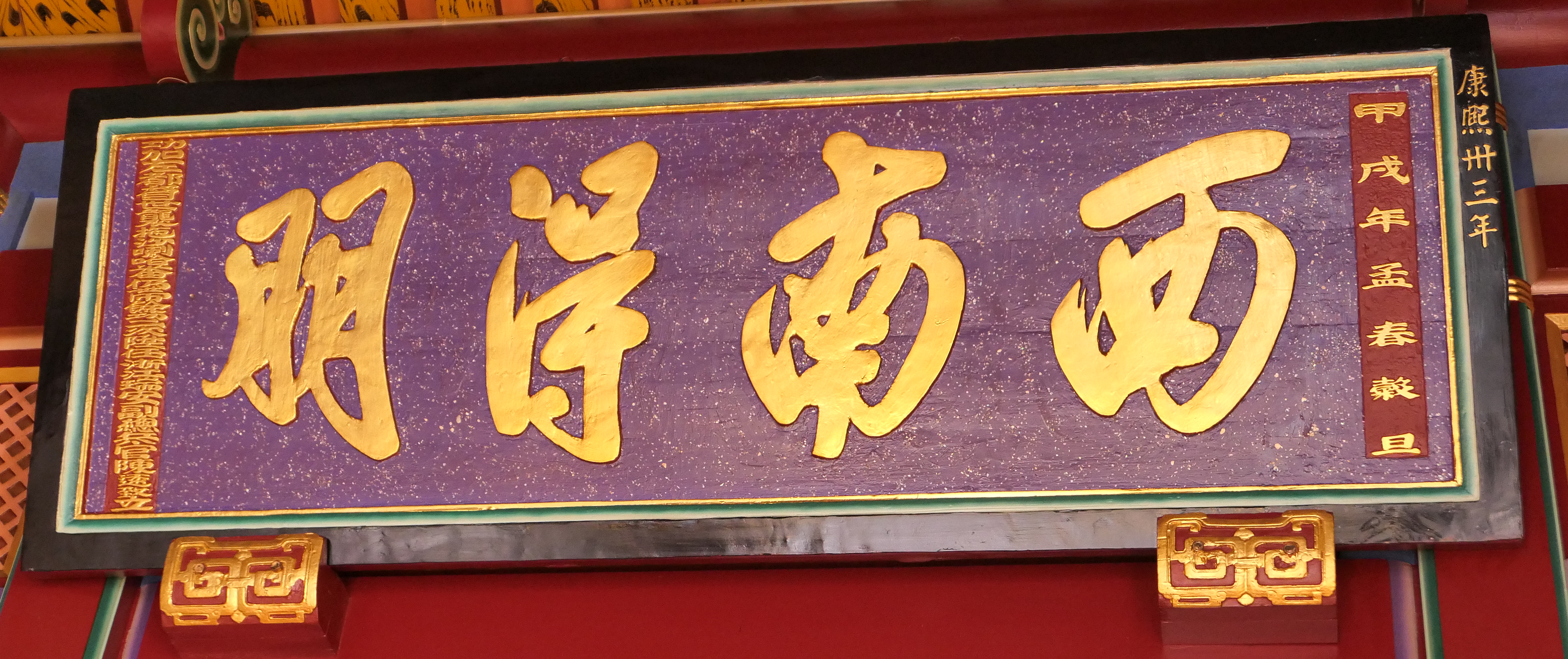
「西南得朋」匾
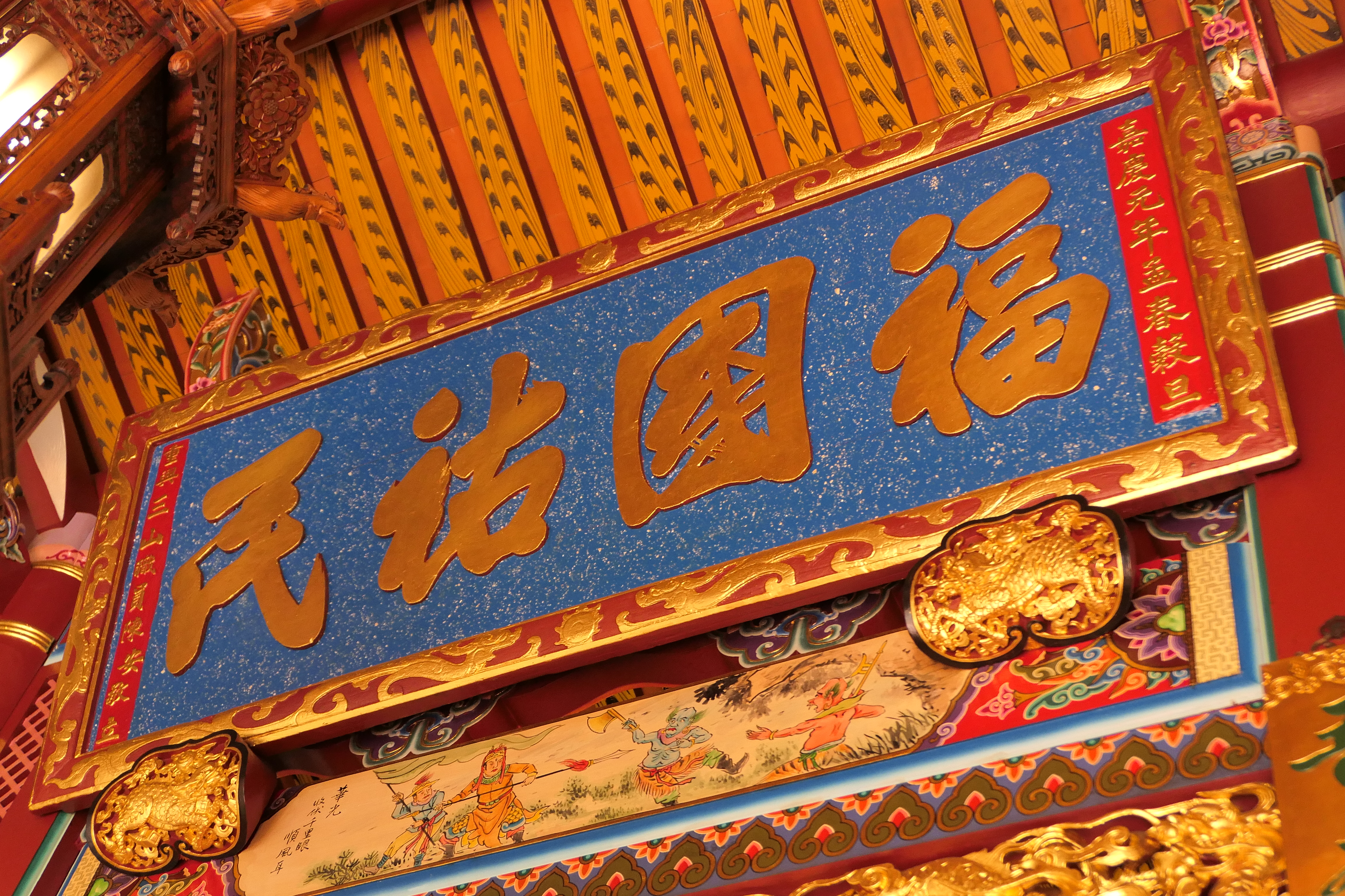
「福國佑民」匾
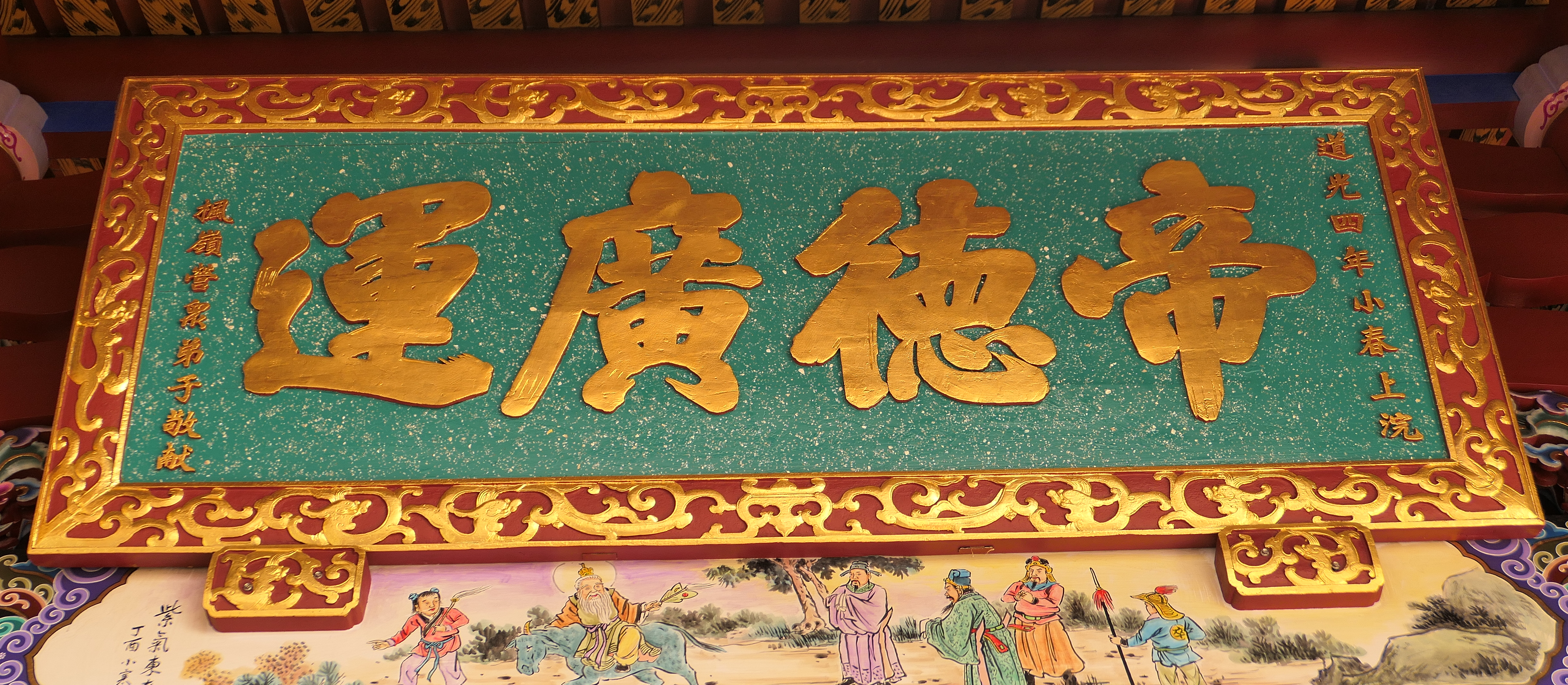
「帝德廣運」匾
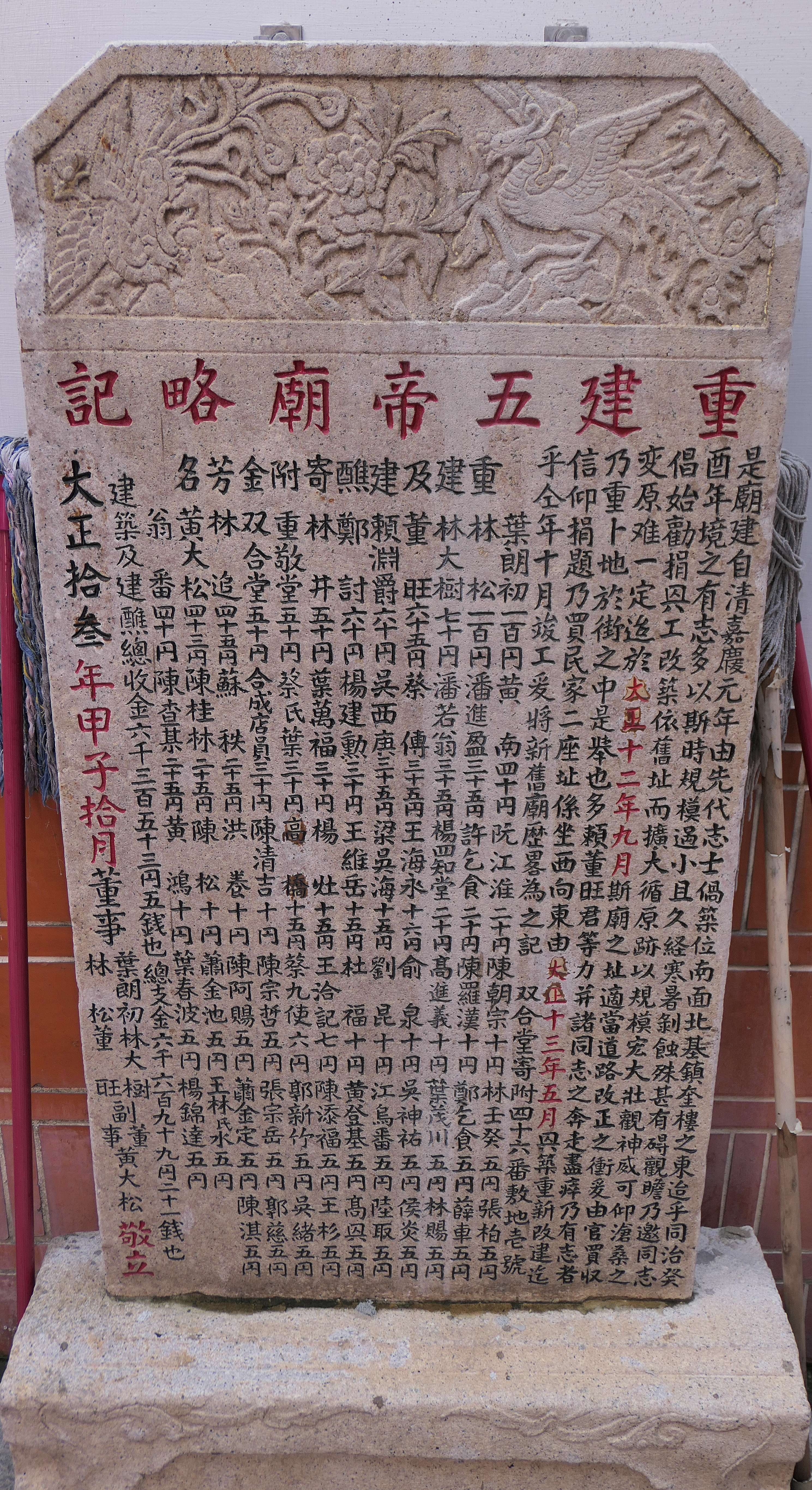
重建五帝廟略記碑
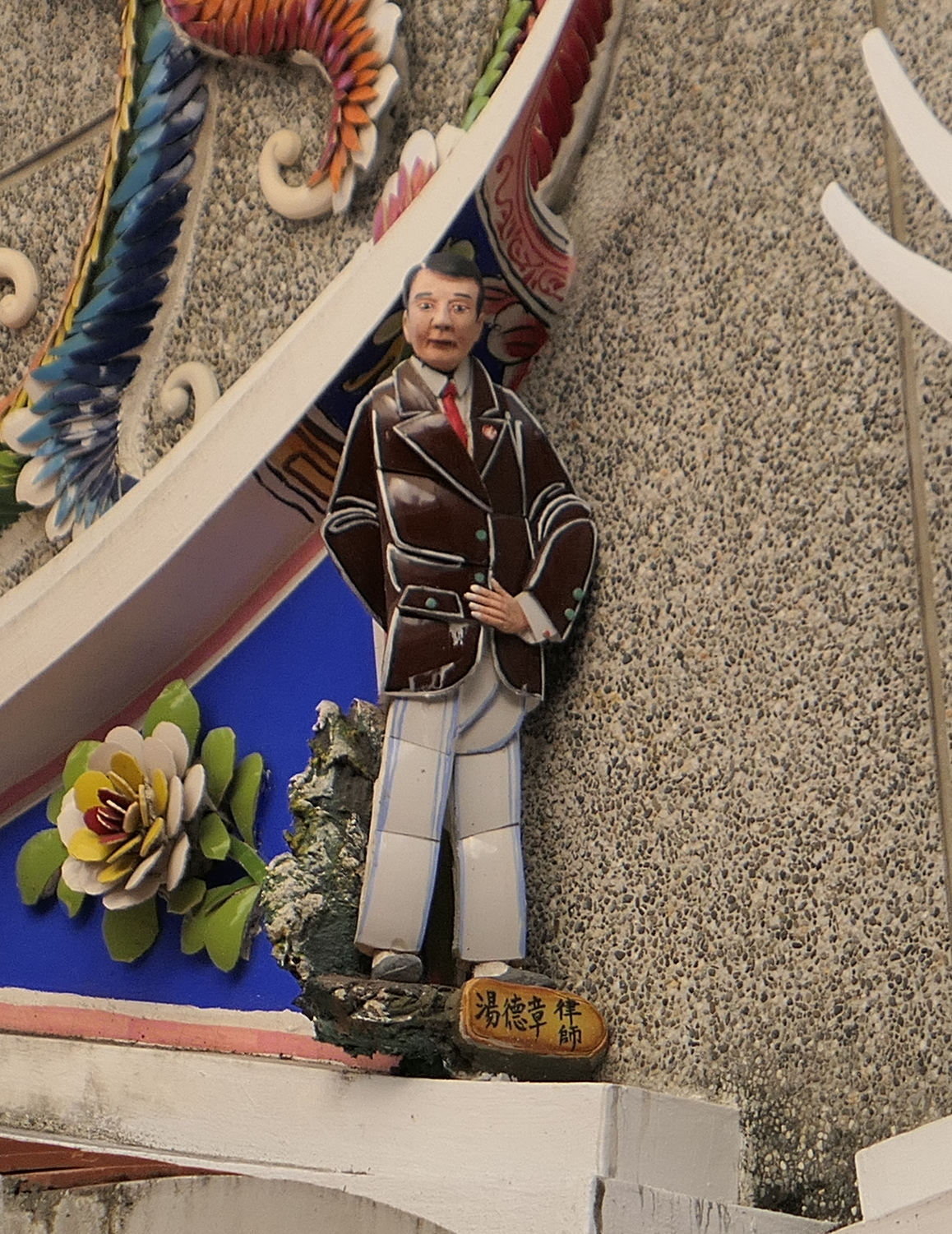
湯德章剪黏
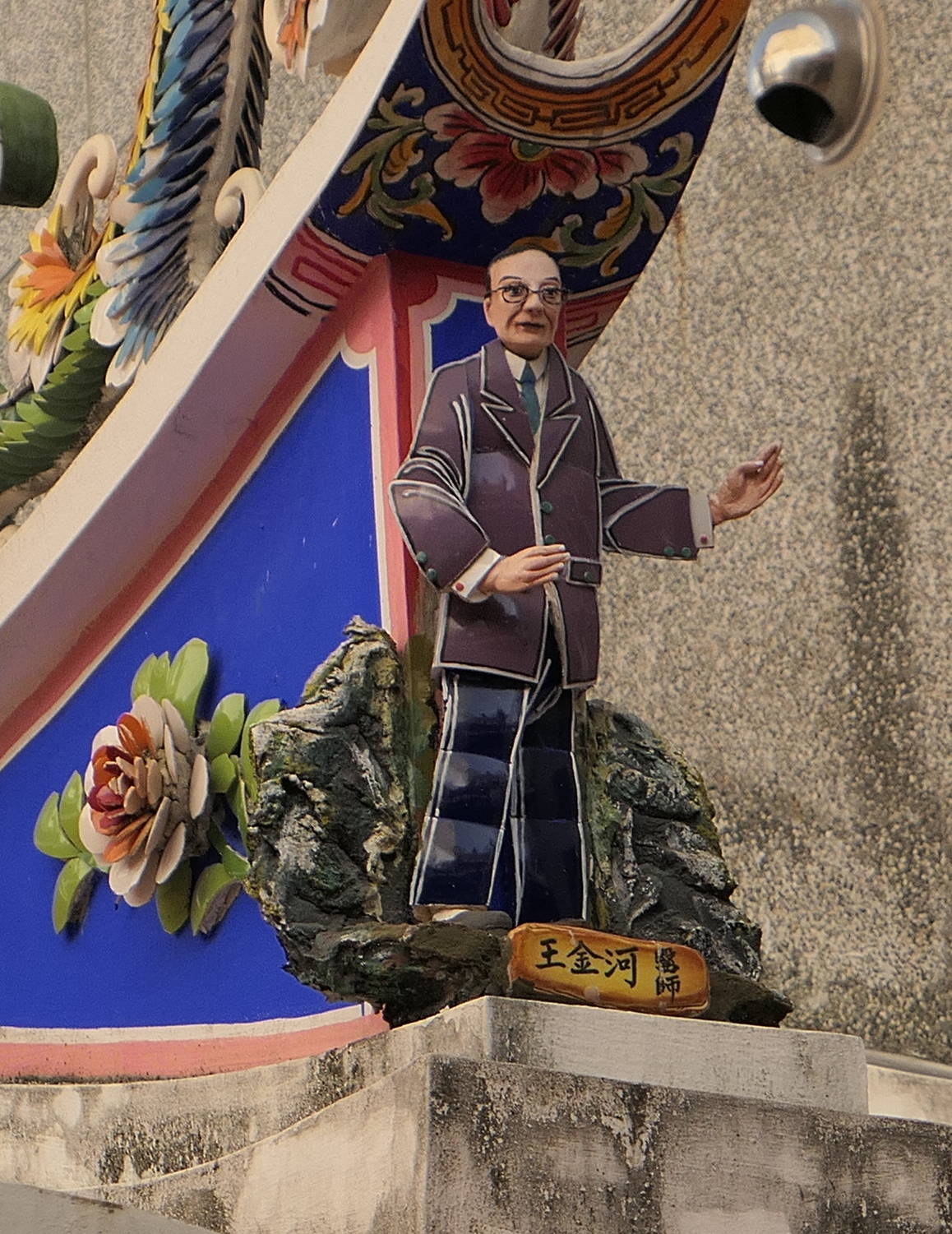
王金河剪黏
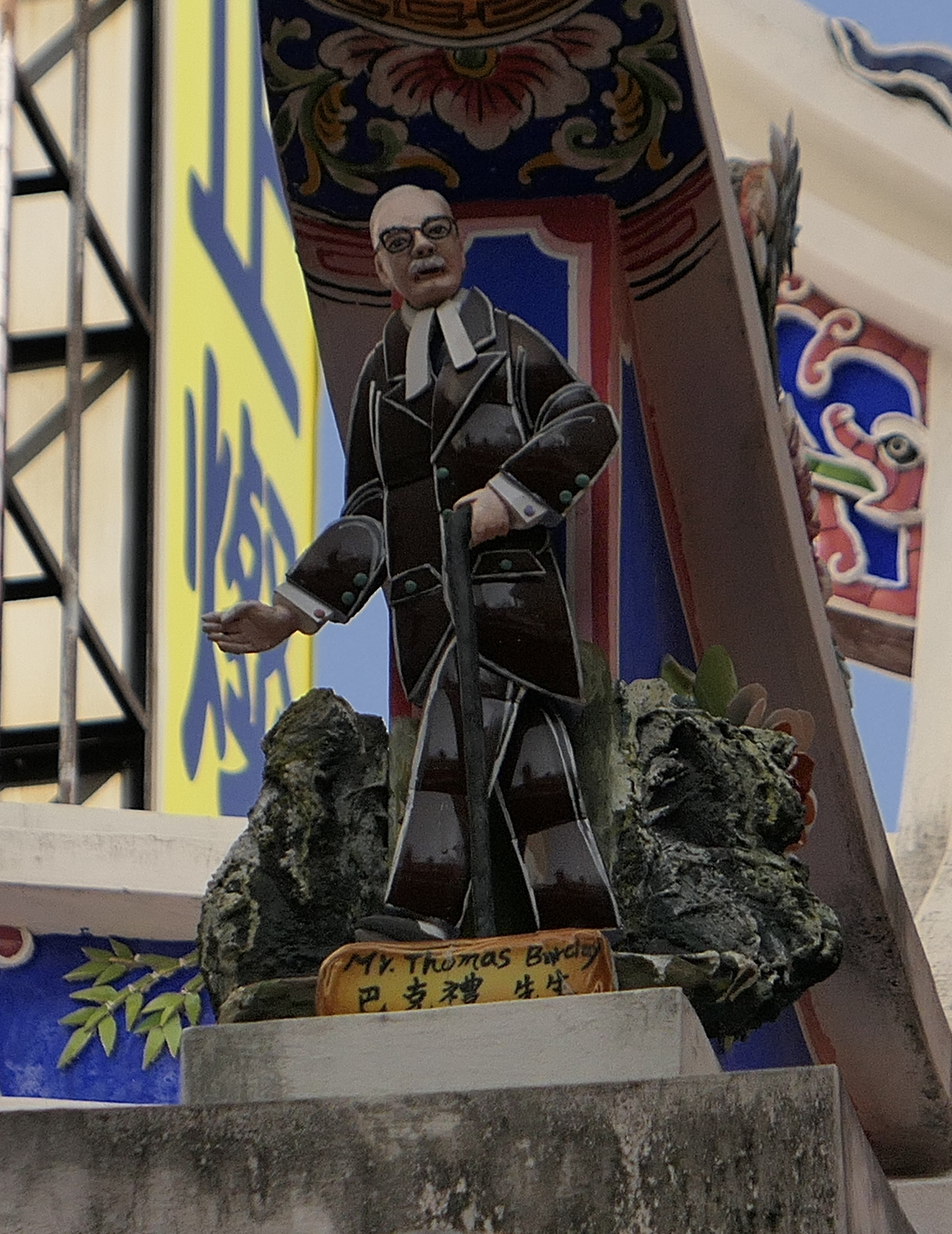
巴克禮剪黏
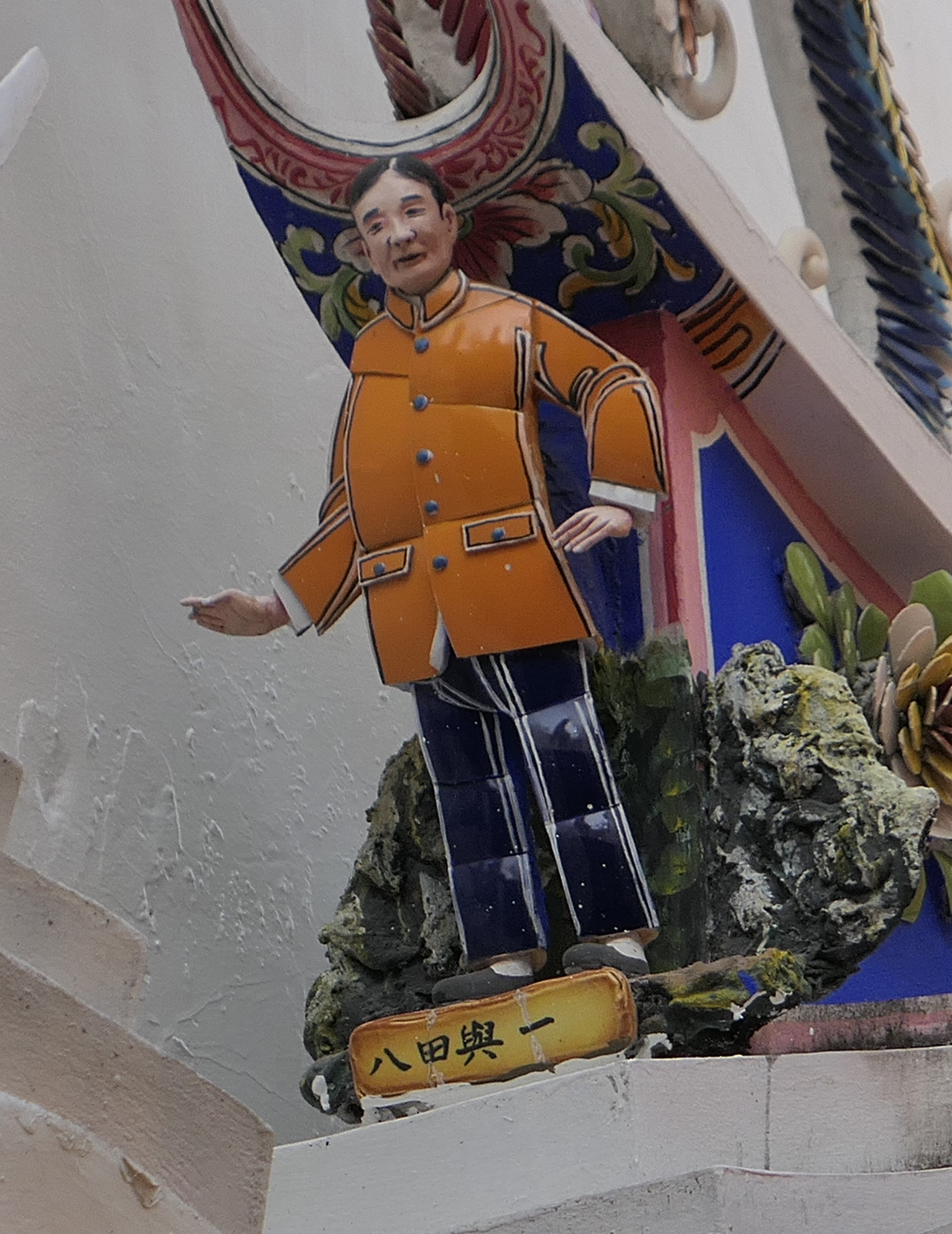
八田與一剪黏
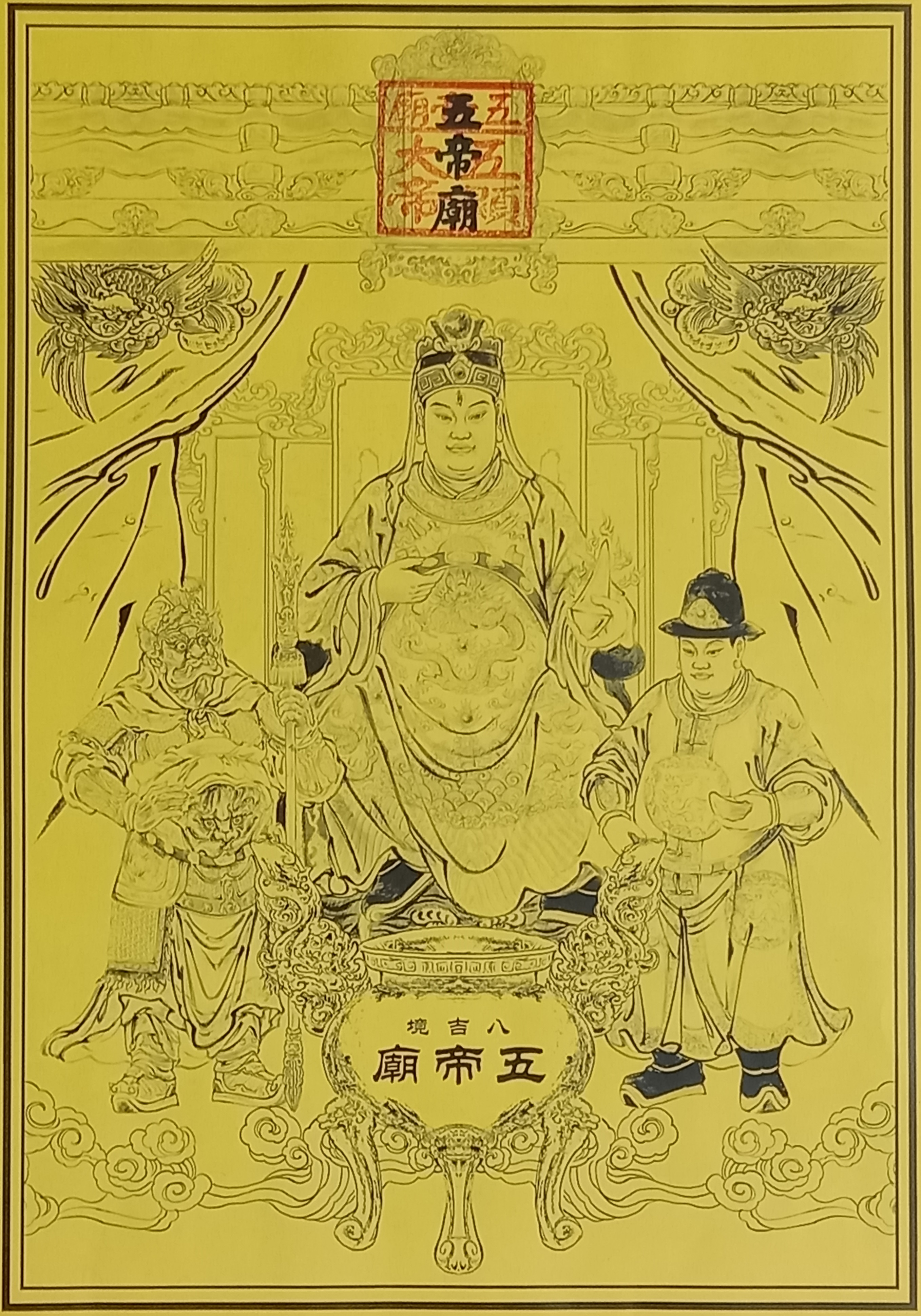
八吉境五帝廟五顯大帝大符

## 外部連結
- 八吉境五帝廟的Facebook專頁